# نورسر (مقاطعة تشالوس)
نورسر (بالفارسية: نورسر) هي قرية تقع في قسم كلارستاق الغربي الريفي (مقاطعة تشالوس) في إيران. يقدر عدد سكانها بـ 865 نسمة .